# (26734) Terryfarrell
(26734) Terryfarrell es un asteroide perteneciente al cinturón de asteroides, descubierto el 23 de abril de 2001 por William Kwong Yu Yeung desde el Observatorio de Desert Beaver,  Arizona, Estados Unidos.

## Designación y nombre
Designado provisionalmente como 2001 HG16. Fue nombrado Terryfarrell en honor a la actriz estadounidense Terry Farrell, que comenzó siendo de adolescente modelo de la agencia Elite, posteriormente se hizo actriz y apareció en una veintena de películas. Su papel más famoso fue el Jadzia Dax, en la popular serie de televisión Star Trek: Espacio profundo nueve.

## Características orbitales
Terryfarrell está situado a una distancia media del Sol de 2,525 ua, pudiendo alejarse hasta 2,839 ua y acercarse hasta 2,210 ua. Su excentricidad es 0,124 y la inclinación orbital 9,576 grados. Emplea 1465 días en completar una órbita alrededor del Sol.

## Características físicas
La magnitud absoluta de Terryfarrell es 14,5. Tiene 3,143 km de diámetro y su albedo se estima en 0,341.